# Natiruts
 (septembre 2018).
Si vous disposez d'ouvrages ou d'articles de référence ou si vous connaissez des sites web de qualité traitant du thème abordé ici, merci de compléter l'article en donnant les références utiles à sa vérifiabilité et en les liant à la section « Notes et références ».
Natiruts est un groupe de reggae brésilien originaire de Brasilia. Formé en 1996, le groupe a sorti huit albums studios et cinq albums live.

## Discographie

### Albums studio
- 1997 - Nativus
- 1999 - Povo Brasileiro
- 2001 - Verbalize
- 2002 - Qu4tro
- 2005 - Nossa Missão
- 2009 - Raçaman
- 2017 - Índigo Cristal
- 2018 - I Love

### Albums Live
- 2003 - Luau MTV
- 2006 - Natiruts Reggae Power Ao Vivo
- 2012 - Natiruts Acústico no Rio de Janeiro
- 2014 - #NoFilter
- 2015 - Reggae Brasil

### DVD
- 2006 - Natiruts Reggae Power Ao Vivo
- 2012 - Acústico no Rio de Janeiro
- 2014 - #NoFilter
- 2015 - Reggae Brasil